# بيني وليامز (لاعب كرة قدم)
بيني وليامز (بالإنجليزية: Benny Williams)‏ هو لاعب كرة قدم بريطاني في مركز نصف الجناح، ولد في 14 أبريل 1951 في لنكولن في المملكة المتحدة. لعب مع غريمسبي تاون.